# An Nam tứ đại khí
An Nam tứ đại khí (Chữ Hán: 安南四大器), là bốn kỳ quan, bốn quốc bảo và là bốn công trình nghệ thuật bằng đồng của văn hóa thời Lý, Trần bao gồm:
- Tượng Phật chùa Quỳnh Lâm (Chùa Quỳnh Lâm, Đông Triều, Quảng Ninh);
- Tháp Báo Thiên ở Thăng Long (Hà Nội)
- Chuông Quy Điền ở chùa Diên Hựu (chùa Một Cột), Hà Nội
- Vạc Phổ Minh ở chùa Phổ Minh, Thiên Trường (Nam Định).

Mặc dù đều là những vật quốc bảo song khi nhà Minh sang xâm chiếm Đại Việt, tứ đại khí đều bị cướp hoặc phá huỷ để lấy đồng đúc vũ khí và nhằm làm mất đi một phần "nguyên khí" của người Việt.

## Tượng Phật Quỳnh Lâm
Chùa Quỳnh Lâm có hai pho tượng lớn được đúc vào hai thời kỳ khác nhau. Một pho thời Lý do sư Nguyễn Minh Không cho đúc, và pho thứ hai thời Trần do thiền sư Pháp Loa tạo dựng. Pho tượng được liệt trong Thiên Nam tứ đại khí theo nhiều ý kiến có lẽ là pho được đúc vào thời Lý. Theo lịch sử thì nhà sư có công xây dựng chùa Quỳnh Lâm đầu tiên là sư Minh Không. Truyền thuyết kể rằng, khi đúc pho tượng khổng lồ ở chùa Quỳnh Lâm, sư Minh Không đã dùng một cái túi lớn để thu gom đồng ở Trung Quốc đem về nước đúc nên các vật kim loại lớn. Theo các tài liệu còn lại thì pho tượng Phật Di Lặc ở chùa Quỳnh Lâm thời Lý cao 6 trượng (một trượng xấp xỉ 3,3 m, tức là pho tượng cao khoảng 20 m).  Chỉ có điều không còn cứ liệu để ước định tượng nặng bao nhiêu. Pho tượng lớn đến nỗi người ta phải xây dựng một tòa điện cao 7 trượng (khoảng 23,5 m) để đặt tượng. Chính vì chiều cao, độ lớn của tượng và điện chứa tượng nên tục truyền rằng, đứng phía nam thành phố Đông Triều, cách chùa Quỳnh Lâm ước chừng 10 dặm, vẫn còn thấy nóc điện che sát đầu pho tượng. Trong dân gian còn lưu truyền câu ca: Nức tiếng Quỳnh Lâm cõi xứ Đông - (....) - Tháp cao chín đợt màu mây ám - Chùa rộng trăm gian gác ngựa hồng - Trước điện thông reo cùng trúc hóa - Trong am khánh đá với chuông đồng... có lẽ hàm ý đến tòa điện đặt pho tượng khổng lồ trên. Sau đó không rõ tượng mất khi nào, có thể tượng bị mất cùng với ba thứ kim khí lớn khác khi quân Minh xâm lược Đại Việt. Ý kiến khác cho rằng, tượng bị mất từ khi quân Nguyên Mông sang xâm chiếm bởi vì sau đó sư Pháp Loa cho đúc một pho tượng lớn tương tự.
Pho tượng Phật lớn thứ hai của Quỳnh Lâm cũng là tượng Di Lặc được thiền sư Pháp Loa - ông tổ thứ hai của Thiền phái Trúc Lâm, cho đúc. Tượng được đúc xong từ năm 1327. Năm 1328, nhân dịp vua Trần Minh Tông đến thăm chùa, sư Pháp Loa đã tâu xin cho kéo tượng từ điện lên bảo tọa để dát vàng. Văn Huệ Vương Trần Quang Triều, chủ soái của Bích Động thi xã và người chị ruột, công chúa Thượng Trân, vợ vua Trần Anh Tông đã cúng vào chùa 900 lượng vàng để đúc tượng. Tượng cũng bị mất vào thế kỷ 15 khi quân Minh sang xâm lược, đã phá tượng để đúc súng đạn. Truyền thuyết dân gian nói rằng, giặc mang tới 24 bễ đến định thổi đồng đúc đạn nhưng thổi không được, còn bia chùa thì ghi tượng trầm trầm tại hạ (chìm dần xuống đất).
Hai pho tượng đồng lớn thời Lý, Trần không những chứng tỏ trình độ đúc đồng đạt đến đỉnh cao mà còn nói lên những hoài bão to lớn của người Việt trong việc xây dựng những công trình lớn.
Tóm tắt: Tượng chùa Quỳnh Lâm thuộc chùa Quỳnh Lâm, Khu Hạ 2, phường Tràng An,thành phố Đông Triều, tỉnh Quảng Ninh là một trong những ngôi chùa nổi tiếng bậc nhất đời Trần. Tương truyền, tượng cao đến 6 trượng (khoảng 20 m). Thời giặc Minh xâm lược nước Việt (1407-1427), chùa bị phá hủy, pho tượng bị cướp mang đi. Đầu thời Lê, chùa Quỳnh Lâm được dựng lại, nhưng đến đời Thiệu Trị (1841-1847) lại bị đốt trụi.

## Tháp Báo Thiên
Tháp Báo Thiên có tên gọi đầy đủ là Đại thắng tư Thiên Bảo Tháp, được xây cất vào năm Đinh Dậu (1057) đời Lý Thánh Tông. Tháp cao 20 trượng (khoảng 70 m) và gồm 30 tầng (có tài liệu chép là 12 tầng), nằm trong khuôn viên chùa Sùng Khánh ở phường Báo Thiên (nay ở vào khoảng bên phải đền Lý Quốc Sư đến đầu phố Nhà Chung, quận Hoàn Kiếm, thành phố Hà Nội) nên còn gọi là tháp Báo Thiên.
Lý do để tháp được coi là một trong tứ đại khí do có số tầng chẵn biểu thị sự cân bằng, ổn định, tĩnh tại, bền vững như triều đình nhà Lý đầy khí thế, sẽ tồn tại dài lâu. Ngọn tháp đúc bằng đồng khắc ba chữ Đao Ly Thiên tỏ ý tưởng của đấng tối cao xông lên tận trời thẳm. Đỉnh tháp có tượng người tiên bưng mâm ngọc hứng móc ngọt làm thuốc cho vua; vì thế, được Nho thần danh sĩ miêu tả là: "Trấn áp đông tây cũng đế kỳ/Khuy nhiên nhất tháp độc nguy nguy/Sơn hà bất động kình thiên trụ/Kim cổ nan nan lập địa chùng?. Dịch: (Trấn giữ đông tây vững đế kỳ/Tháp cao sừng sững thật uy nghi/Là cột chống trời yên đất nước/Vượt mọi thời gian chẳng sợ gì".
Tuy nhiên, trận bão năm Mậu Ngọ (1258) đời Trần Thánh Tông đã làm ngọn tháp này bị đổ! Sau khi được trùng tu, tháp lại bị sét đánh sạt mất hai tầng về góc bên đông vào năm Nhâm Tuất (1322) đời Trần Minh Tông. Đến tháng 6 năm Bính Tuất (1406) đời Hồ Hán Thương (84 năm sau khi được trùng tu lần thứ hai) đỉnh tháp lại bị đổ. Thời thuộc Minh (1414-1427), quân Minh đã cho phá tháp để chế súng. Chỗ tháp bị phá sau đó được đổ đất thành gò cao để dựng đàn tràng.
Tháp vẫn còn cho tới thời vua Đồng Khánh thì Tổng đốc Nguyễn hữu Độ đã giao đất chùa cho Giám mục Puginier chiếm lấy để xây nhà thờ Lớn Hà Nội.

## Chuông Quy Điền
Chuông Quy Điền được đúc trong lần sửa lại chùa Diên Hựu (chùa Một Cột, Hà Nội) vào tháng 2 năm Canh Thân (1080) đời Lý Nhân Tông. Để đúc quả chuông này, vua Lý Nhân Tông đã cho sử dụng đến 12.000 cân đồng (tương đương với 7,3 tấn đồng bây giờ). Chuông đúc xong, đánh không kêu, nhưng cho rằng nó đã thành khí, không nên tiêu hủy, nhà vua bèn sai người vần ra khu ruộng sau chùa.
Vì khu ruộng này thấp trũng, có nhiều rùa đến ở, nên có tên là Quy Điền (ruộng Rùa), nhân đó gọi chuông là chuông Quy Điền. Tháng 10 năm Bính Ngọ (1426), chuông Quy Điền đã bị Vương Thông (nhà Minh) cho phá hủy để chế tạo súng đạn, hỏa khí.

## Vạc Phổ Minh
Vạc Phổ Minh được đúc vào tháng 2 năm Nhâm Tuất (1262) đời Trần Thánh Tông, nhân dịp Trần Thái Tông (lúc đó là Thượng hoàng) về chơi Tức Mặc (nay thuộc về tỉnh Nam Định). Tại đây, Trần Thái Tông đã ban yến cho dân làng. Các hương lão từ 60 tuổi trở lên được ban tước hai tư, lão bà thì được hai tấm lụa. Nhân đấy, đổi Tức Mặc làm phủ Thiên Trường. Dựng cung Trùng Quang để các vua sau khi đã nhường ngôi về ở; lại dựng một cung riêng gọi là cung Trùng Hoa cho Tự quân (vua mới) khi đến chầu Thượng hoàng thì ngự ở đó. Đặt người chức dịch ở hai cung ấy để phòng khi sai khiến, hầu hạ và chức lưu thủ để trông coi. Phía Tây cung Trùng Quang dựng chùa Phổ Minh. Tại đây cho đúc một chiếc vạc lớn và khắc bài minh vào vạc.
Vạc sâu 4 thước, rộng 10 thước, nặng 6150 cân. Tương truyền, miệng vạc dày và rộng đến nỗi hai người có thể chạy nhảy và đi lại trên đó. Cùng với chuông Quy Điền, tháng 10 năm Bính Ngọ (1426) khi bị vây ở Đông Quan, Vương Thông đã cho phá vạc Phổ Minh để lấy đồng đúc vũ khí. Hiện nay tại chùa Phổ Minh chỉ còn lại bệ đá kê vạc khi xưa.

## Hiện trạng
Sau những thăng trầm của lịch sử đất nước cả bốn bảo vật hiện nay đều không còn.